# Szereg promieniotwórczy
Szereg promieniotwórczy – łańcuch radionuklidów powstających w wyniku kolejnych rozpadów promieniotwórczych; szereg tego typu kończy się nuklidem trwałym lub rozszczepiającym się samorzutnie. Przemiany jądrowe zachodzące w szeregach to głównie rozpady typu alfa (α) i beta minus (β−). Niektóre jądra promieniują na obydwa sposoby, przez co szeregi promieniotwórcze bywają rozgałęzione.
W 1913 roku Frederick Soddy i Kazimierz Fajans niezależnie opisali prawo przesunięć – w rozpadzie alfa (α) powstający nuklid ma zmniejszoną liczbę atomową (Z) o 2 i liczbę masową (A) o 4, a w rozpadzie beta minus (β−) liczba atomowa wzrasta o 1.
W przyrodzie istnieją cztery główne szeregi promieniotwórcze: uranowo-radowy, torowy, uranowo-aktynowy i neptunowy, zbiorczo nazywane rodziną promieniotwórczą.
Nuklidy szeregu neptunowego mają krótki okres rozpadu, przez co w przyrodzie występują jedynie w znikomych ilościach, powstając w wyniku przemian jądrowych wywołanych promieniowaniem zewnętrznym. Występujące w naturze szeregi rozpoczynają się izotopem promieniotwórczym o długim okresie półtrwania.

## Przynależność nuklidów do szeregów promieniotwórczych
O tym, do którego szeregu należy dany nuklid, decyduje jego liczba masowa A. W rozpadzie promieniotwórczym liczba masowa zmienia się o 4 poprzez emisję cząstki α; można to przedstawić wzorem:
{\displaystyle A=4n+m,}
gdzie:
- {\displaystyle n} – liczba całkowita,
- {\displaystyle m} – przyjmuje wartości 0, 1, 2, 3.

W ten sposób otrzymuje się 4 szeregi promieniotwórcze:
- występujące naturalnie w przyrodzie:
  - (m = 2) uranowo-radowy – 238U → 206Pb
  - (m = 3) uranowo-aktynowy – 235U → 207Pb
  - (m = 0) torowy – 232Th → 208Pb
- sztuczny
  - (m = 1) neptunowy – 237Np → 209Bi

## Poszczególne szeregi

### Uranowo-radowy

Szereg promieniotwórczy uranowo-radowy

Szereg rozpoczyna się izotopem uranu 238U o okresie półtrwania wynoszącym 4,5 miliarda lat, a kończy na stabilnym ołowiu 206Pb. Szereg opisuje wzór 4n + 2 i należy do niego 16 nuklidów, między innymi: 238U, 234U, 226Ra, 222Rn, 210Po, 206Pb.
| Nuklid | Typ rozpadu             | Czas połowicznego rozpadu | Uwolniona energia, MeV | Produkt rozpadu |
| ------ | ----------------------- | ------------------------- | ---------------------- | --------------- |
| U 238  | α                       | 4,51×109 lat              | 4,270                  | Th 234          |
| Th 234 | β−                      | 24,10 d                   | 0,273                  | Pa 234          |
| Pa 234 | β−                      | 1,18 min                  | 2,197                  | U 234           |
| U 234  | α                       | 2,44×105 lat              | 4,859                  | Th 230          |
| Th 230 | α                       | 7,50×104 lat              | 4,770                  | Ra 226          |
| Ra 226 | α                       | 1599 lat                  | 4,871                  | Rn 222          |
| Rn 222 | α                       | 3,823 d                   | 5,590                  | Po 218          |
| Po 218 | α                       | 3,05 min                  | 6,88                   | Pb 214          |
| Pb 214 | β−                      | 26,8 min                  | 1,024                  | Bi 214          |
| Bi 214 | β− 99,98% α 0,02%       | 19,7 min                  | 3,272 5,617            | Po 214 Tl 210   |
| Po 214 | α                       | 0,162 ms                  | 7,883                  | Pb 210          |
| Tl 210 | β−                      | 1,32 min                  | 5,484                  | Pb 210          |
| Pb 210 | β−                      | 22,3 lat                  | 0,064                  | Bi 210          |
| Bi 210 | β− 99,99987% α 0,00013% | 5,0 d                     | 1,426 5,982            | Po 210 Tl 206   |
| Po 210 | α                       | 138,375 d                 | 5,407                  | Pb 206          |
| Pb 206 | –                       | trwały                    | –                      | –               |

### Uranowo-aktynowy

Szereg promieniotwórczy uranowo-aktynowy

Szereg rozpoczyna się izotopem uranu 235U o okresie półtrwania wynoszącym 700 milionów lat a kończy na stabilnym ołowiu 207Pb. Szereg opisuje wzór 4n + 3 i należy do niego 14 nuklidów, między innymi: 235U, 231Pa, 223Ra.
| Nuklid | Typ rozpadu             | Czas połowicznego rozpadu | Uwolniona energia, MeV | Produkt rozpadu |
| ------ | ----------------------- | ------------------------- | ---------------------- | --------------- |
| U 235  | α                       | 6,96×108 lat              | 4,678                  | Th 231          |
| Th 231 | β−                      | 25,64 h                   | 0,391                  | Pa 231          |
| Pa 231 | α                       | 32760 lat                 | 5,150                  | Ac 227          |
| Ac 227 | β− 98,62% α 1,38%       | 21,772 lata               | 0,045 5,042            | Th 227 Fr 223   |
| Th 227 | α                       | 18,72 d                   | 6,147                  | Ra 223          |
| Fr 223 | β−                      | 21,8 min                  | 1,149                  | Ra 223          |
| Ra 223 | α                       | 11,434 d                  | 5,979                  | Rn 219          |
| Rn 219 | α                       | 3,920 s                   | 6,946                  | Po 215          |
| Po 215 | α 99,99977% β− 0,00023% | 1,78 ms                   | 7,527 0,715            | Pb 211 At 215   |
| Pb 211 | β−                      | 36,1 min                  | 1,367                  | Bi 211          |
| Bi 211 | α 99,724% β− 0,276%     | 2,15 min                  | 6,751 0,575            | Tl 207 Po 211   |
| Po 211 | α                       | 510 ms                    | 7,595                  | Pb 207          |
| Tl 207 | β−                      | 4,79 min                  | 1,418                  | Pb 207          |
| Pb 207 | –                       | trwały                    | –                      | –               |

### Torowy

Szereg promieniotwórczy torowy

Szereg rozpoczyna się izotopem toru 232Th o okresie półtrwania wynoszącym 14 miliardów lat, a kończy stabilnym ołowiem 208Pb. Szereg jest opisanym wzorem 4n + 0, należy do niego 12 nuklidów, między innymi: 232Th, 228Th, 228Ra, 220Rn.
| Nuklid | Typ rozpadu        | Czas połowicznego rozpadu | Uwolniona energia, MeV | Produkt rozpadu |
| ------ | ------------------ | ------------------------- | ---------------------- | --------------- |
| Th 232 | α                  | 1,405×1010 lat            | 4,081                  | Ra 228          |
| Ra 228 | β−                 | 5,75 lat                  | 0,046                  | Ac 228          |
| Ac 228 | β−                 | 6,13 h                    | 2,124                  | Th 228          |
| Th 228 | α                  | 1,913 lat                 | 5,520                  | Ra 224          |
| Ra 224 | α                  | 3,64 d                    | 5,789                  | Rn 220          |
| Rn 220 | α                  | 54,5 s                    | 6,404                  | Po 216          |
| Po 216 | α                  | 0,158 s                   | 6,906                  | Pb 212          |
| Pb 212 | β−                 | 10,64 h                   | 0,570                  | Bi 212          |
| Bi 212 | β− 64,06% α 35,94% | 60,55 min                 | 2,252 6,208            | Po 212 Tl 208   |
| Po 212 | α                  | 3×10−7 s                  | 8,955                  | Pb 208          |
| Tl 208 | β−                 | 3,0 min                   | 4,999                  | Pb 208          |
| Pb 208 | –                  | trwały                    | –                      | –               |

### Neptunowy

Szereg promieniotwórczy neptunowy

Szereg rozpoczyna się izotopem neptunu 237Np o okresie półtrwania 2,1 miliona lat, a kończy na stabilnym bizmucie 209Bi. Szereg opisany jest wzorem 4n + 1 i należy do niego 13 nuklidów, między innymi: 237Np, 233U, 229Th.
Szereg neptunowy występuje jedynie w wyniku sztucznego otrzymywania (naświetlanie uranu strumieniem neutronów). Okres półtrwania neptunu jest około 2000 razy krótszy od wieku Ziemi przez co zostały jedynie niewykrywalne jego ilości. Obecnie w rudach uranowych występuje go ok. 1,8×10−10%, tj. ok. 2 atomy neptunu na bilion (1012) atomów uranu.
| Nuklid | Typ rozpadu | Czas połowicznego rozpadu | Uwolniona energia, MeV | Produkt rozpadu |
| ------ | ----------- | ------------------------- | ---------------------- | --------------- |
| Np 237 | α           | 2,14×106 lat              | 4,959                  | Pa 233          |
| Pa 233 | β−          | 27,0 d                    | 0,571                  | U 233           |
| U 233  | α           | 1,59×105 lat              | 4,909                  | Th 229          |
| Th 229 | α           | 7340 lat                  | 5,168                  | Ra 225          |
| Ra 225 | β−          | 14,8 d                    | 0,36                   | Ac 225          |
| Ac 225 | α           | 10 d                      | 5,935                  | Fr 221          |
| Fr 221 | α           | 4,8 min                   | 6,3                    | At 217          |
| At 217 | α           | 32,3 ms                   | 7,0                    | Bi 213          |
| Bi 213 | β− α        | 46 min                    | – 5,87                 | Po 213 Tl 209   |
| Po 213 | α           | 4,2×10−6 s                | –                      | Pb 209          |
| Tl 209 | β−          | 2,2 min                   | 3,99                   | Pb 209          |
| Pb 209 | β−          | 3,25 h                    | 0,644                  | Bi 209          |
| Bi 209 | –           | quasi trwały*             | –                      | –               |

* Izotop 209Bi, choć często opisywany jako trwały, ma okres połowicznego rozpadu 1,9×1019 lat, a produktem jego rozpadu α jest 205Tl. Tak długi okres rozpadu (setki milionów razy dłuższy od wieku wszechświata) pozwala traktować bizmut jako praktycznie trwały.